# Alaemon
Alaemon é um género de cotovia da família Alaudidae. É encontrado por todo o norte da África, passando pelo Oriente Médio, até atingir o noroeste da Índia.

## Espécies
Esse gênero possui as seguintes espécies
| Nome binomial e autor                 | Nome comum |
| ------------------------------------- | ---------- |
| Alaemon alaudipes Desfontaines, 1789) |            |
| Alaemon hamertoni (Witherby, 1905)    |            |